# کوم الحصن

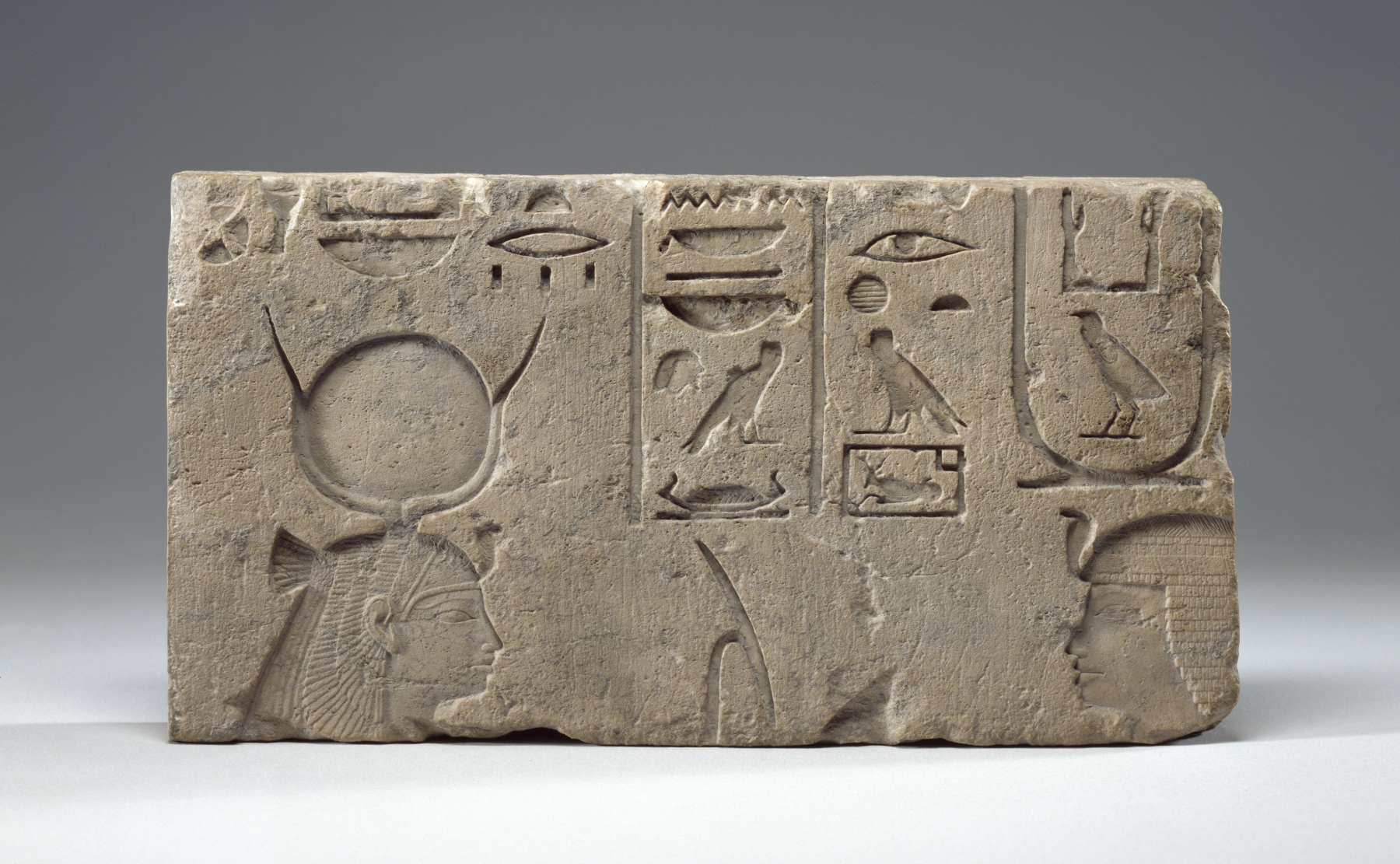
نقاشی کنده کاری شده ملک نیخو با الهه مؤنث حاثور که در کوم الحصن پیدا شده‌است

کوم الحصن (عربی: كوم الحصن) منطقه‌ای است که در آن یک تپه تاریخی وجود دارد و تابع مرکز کوم حماده در استان البحیره در دلتای نیل می‌باشد. این مکان از زمان و دوره پادشاهی کهن مصر به‌عنوان مرکز اقلیم سوم، پادشاهی میانه مصر برای مصر سفلی (مصر پایینی) در تقسیم‌بندی‌های حکومت‌های فراعنه وجود داشته‌است. در این محل آثار تاریخی بسیاری یافت شده‌است. این محل مرکزی بوده‌است برای الهه حاثور.

## نگارخانه

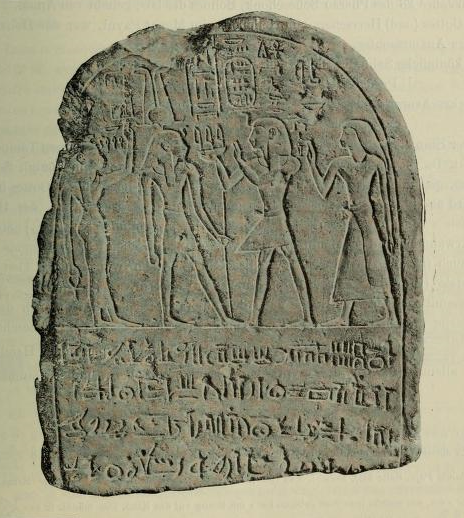